# Президентські вибори в Узбекистані 2015
Президентські вибори в Узбекистані пройшли 29 березня 2015. На виборах було зареєстровано 4 кандидати. Вибори пройшли в один тур, президентом Узбекистану був обраний Іслам Карімов з результатом в 90,39%.

## Кандидати

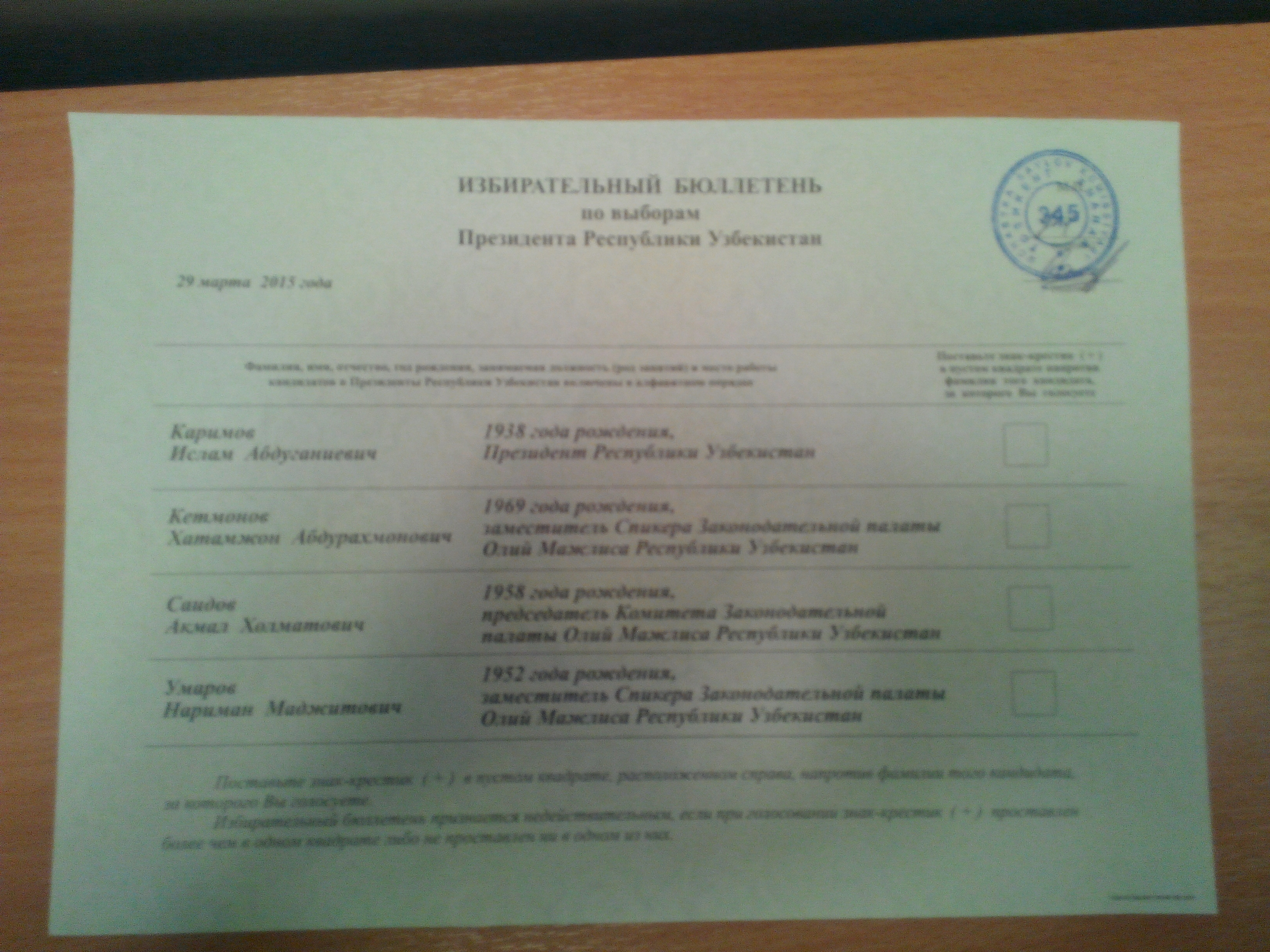
Фото бюлетня на президентських виборах 2015 року в Узбекистані

### Іслам Карімов
Партія УзЛіДеП висунула своїм кандидатом на майбутніх виборах глави держави Іслама Карімова.

### Хотамжон Кетмонов
Кандидатом у президенти від партії НДПУ став голова Центральної ради партії Хотамжон Кетмонов.

### Нарімон Умаров
Кандидатом у президенти від партії СДПУ «Адолат» став голова Політради та Виконкому партії Нарімон Умаров.

### Акмаль Саїдов
Кандидатом у президенти від партії ДПУ «Міллі тікланіш» став член фракції партії у парламенті, голова парламентського Комітету з демократичних інститутів, недержавним організаціям та органам самоврядування громадян Акмаль Саїдов. Саїдов раніше вже висував свою кандидатуру на президентських виборах 2007 року та зайняв четверте місце.

## Результати
Явка виборців: 36,5% за даними на 10:00, 71,6% за даними на 13:00, 85,2% за даними на 17:00 і 91,08% на час закриття дільниць (20:00).
| Кандидат                     | Голоси                                           | %     |
| ---------------------------- | ------------------------------------------------ | ----- |
| Іслам Карімов                | 17,122,577                                       | 90,39 |
| Акмаль Саїдов                | 582,688                                          | 3,08  |
| Хотамжон Кетмонов            | 552,309                                          | 2,92  |
| Наріман Умаров               | 389,024                                          | 2,05  |
| Дійсні голоси                | 18,646,598                                       | 98,45 |
| Недійсні голоси              | 295,402                                          | 1,55  |
| Всього голосів (явка 91,08%) | 18,942,000                                       | 100   |
| Джерело                      | Центральна виборча комісія Республіки Узбекистан | -     |